# Kjolvärmare

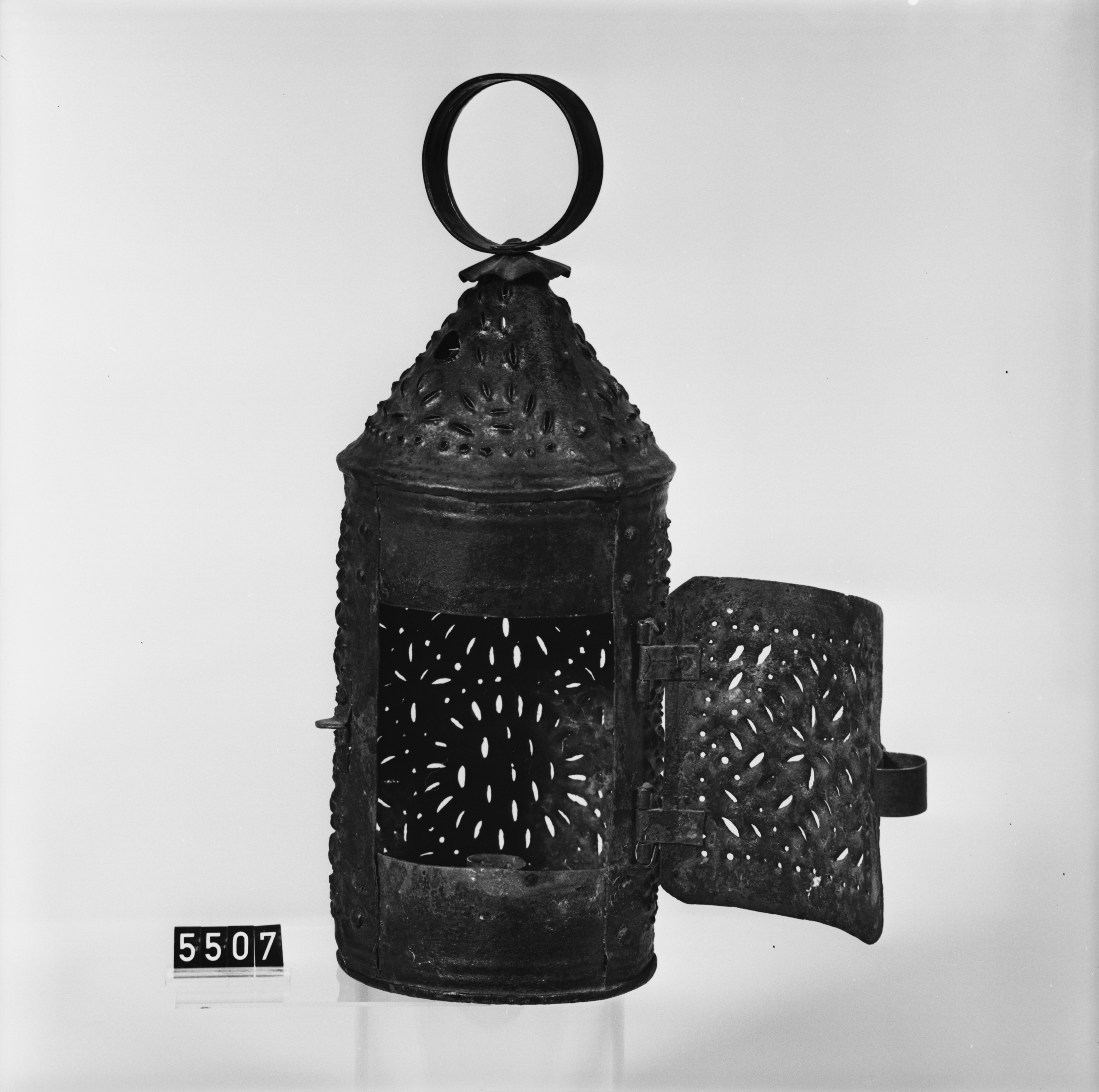
Kjolvärmare

Kjolvärmare, även kyrklykta eller spiklykta, är en typ av lykta som placerades på golvet under kjolen för att värma personen vid besök i kyrkan.
Den användes till exempel under 1700 och tidigt 1800-tal.